# 切爾沃內亞爾 (扎波羅熱區)
48°2′4″N 34°57′20″E / 48.03444°N 34.95556°E

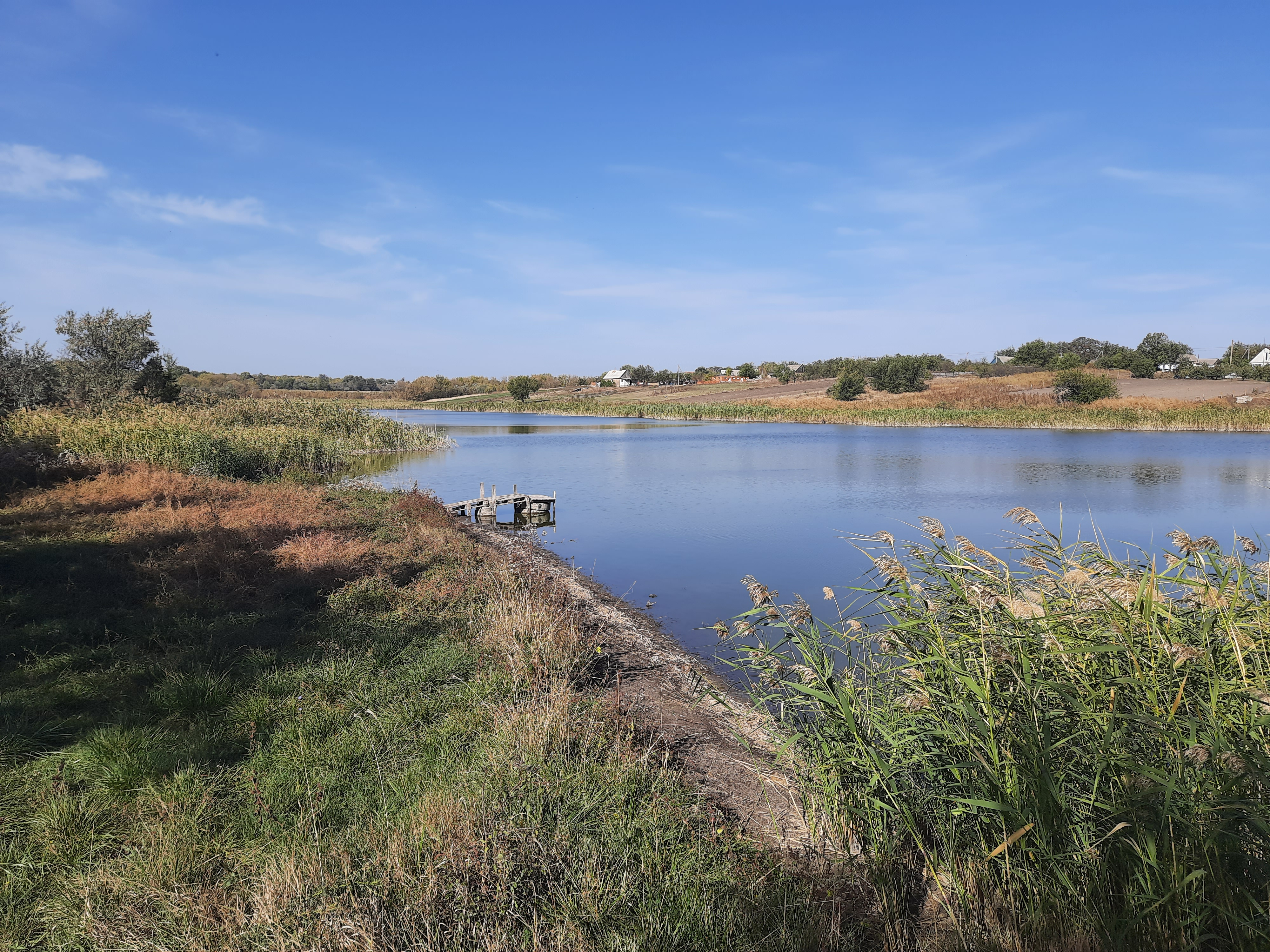
切尔沃内亚尔

切尔沃内亚尔（烏克蘭語：Червоний Яр）是位於烏克蘭東南部的村莊，由扎波羅熱州扎波羅熱区的希羅凱市鎮負責管轄。該村始建於1928年，面積7.4平方公里，海拔高度115米，2001年人口114，人口密度每平方公里15.4人。